# Norny

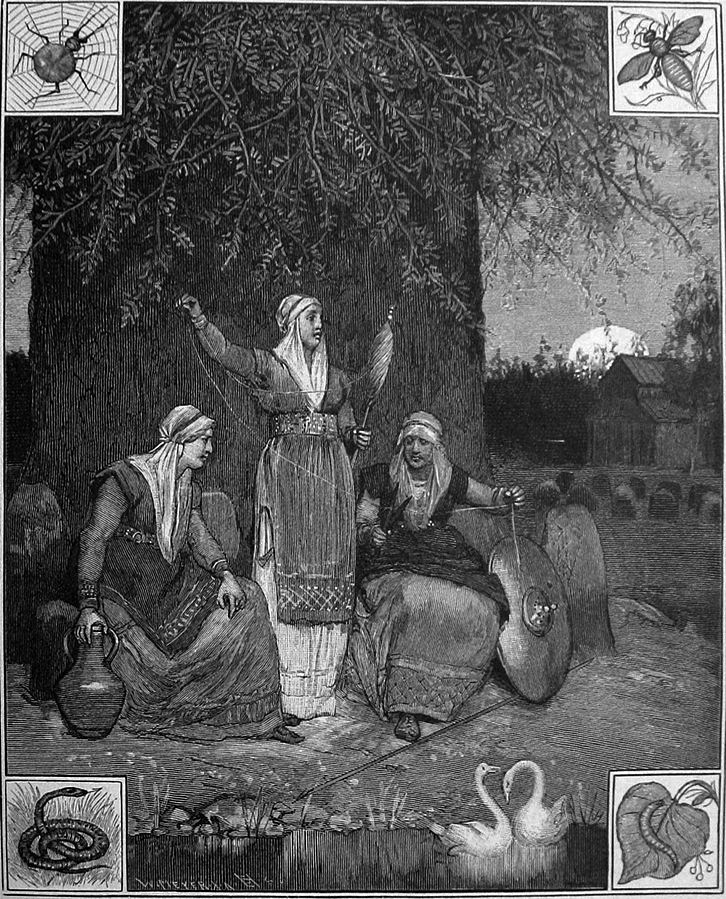

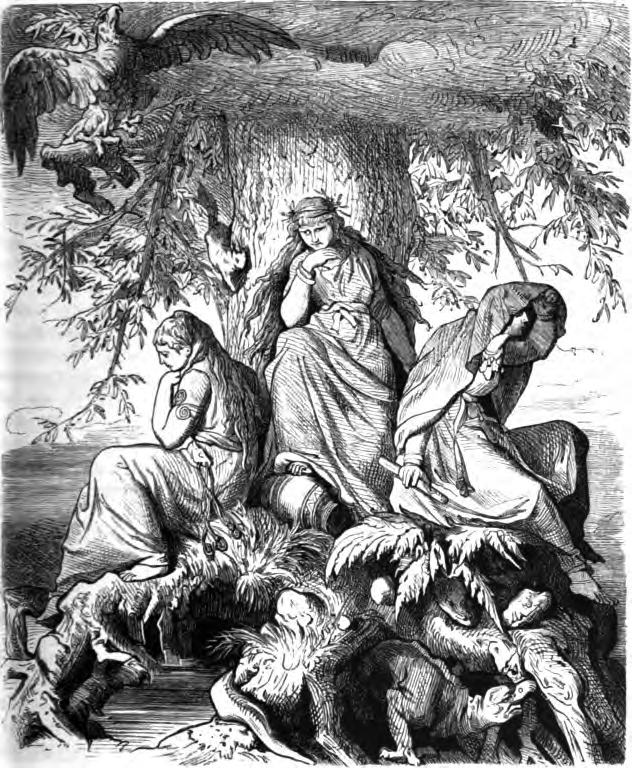
Norny pod drzewem Yggdrasil

Norny (Szepcące) – w mitologii nordyckiej trzy wieszczki z plemienia olbrzymów, tkaczki ludzkiego losu. Norny mieszkały w okolicach jednego z trzech korzeni wiecznie zielonego jesionu Yggdrasila, nieopodal mrocznej studni Urd (była ona źródłem siły drzewa). W pobliżu znajdowało się święte jezioro, z którego czerpały wodę, by podlewać korzeń.

## Imiona Norn
- Urd (Urdhr; Los, Przeznaczenie)[5],
- Werdanda (Werndandi, Werdhandi, Stawanie Się)[5],
- Skuld (Obowiązek)[5]. Skuld wraz z Walkiriami przybywała na pola bitewne, by tam decydować o śmierci wojowników[2].

Norny tkały losy ludzi na osnowie ze złotych nici przyczepionych do nieba, lub też wycinały je w drewnie. Potrafiły zsyłać sny. Pojawiały się też przy narodzinach i śmierci.
Wyróżniano również inne rodzaje norn (dające szczęście, nieszczęście, określające przyszłość różnych bytów). Te Norny mogły pochodzić zarówno od karłów (córki krasnoluda Dwalina), alfów, jak i samych Asów.
Na ścianie kościoła Borgund (Norwegia) odkryto inskrypcję mówiącą: „Zarówno dobro, jak i zło dają Norny, mnie przyniosły wielką boleść”.